# 青云街道 (抚州市)
青云街道，是中国江西省抚州市临川区所辖的一个街道。

## 行政区划
青云街道下辖以下村级行政区划单位
红石嘴社区、黄巢社区、芝山社区、抚临社区、县学岭社区、金巢社区和青云峰社区。